# オックスフォードの誓い

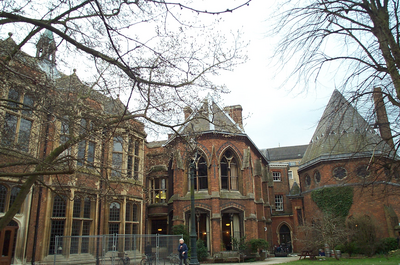
オックスフォード・ユニオン

オックスフォードの誓い (Oxford Oath)はオックスフォード・ユニオンの学生により1933年2月9日に賛成275票、反対153票で採択された決議である。

## 概要
その決議は「この学生クラブはどのような状況下であれ国王、国家のために戦争に参加することを拒否する。」と述べている。国王と国家論争の結果としての決議はより一般的に「オックスフォード宣誓 (Oxford Pledge)」として知られている。
後にイギリス首相になったウィンストン・チャーチルは、この決議を「あの卑屈、品性下劣で恥知らずな告白」と断罪した。その10日前にアドルフ・ヒトラーがドイツ首相に就任したことに鑑み、チャーチルはこう言った。
「私はドイツで、優秀な碧眼の若者達が古来からの歌曲を歌いながらドイツ帝国のすべての道路を行進し、徴兵を要求する場面を考える。彼らはもっとも破壊力のある兵器を求め、祖国のために死ぬことを渇望している。私はイタリアで、情熱的なファシスト党員が、高名な指導者を戴き、国家への義務を厳格に受け止めている姿を考える。私はフランスが、心配性で平和を愛し、骨の髄まで平和主義者でありながらも、徹底した武装を持ち世界の大国として生き残ることを決意していることを考える。これらの人々がこのメッセージを読んだ時、その国民としての決意の唇が軽蔑で歪むのが目に見えるようである。そのメッセージはオックスフォード大学から若い英国国民の名で発信されたのだ」

## 経過
この決議は世界中で多くの騒ぎを巻き起こし、大反響を起こしたとされる。ジョゼフ・アルソップによれば、この決議はヒトラー自身に極大の印象を与えた。ヒトラーの軍事的決断にその将軍たちが異を唱えた際に、この決議を繰り返し引用したのである。

## 米国での「誓い」
1935年4月12日に6万人の大学生がアメリカ版の決議を「オックスフォードの誓い」と呼び署名をした。その主張は国王や国家の為に武器を取ることをしないという宣言であった。コロンビア大学ではその日に3,000人の学生がその誓いをした。この集会にはロジャー・ボールドウィン、レインホールド・ニービュアーとジェームズ・ウェチスラーが演者として出席していた。

## 喪失
この誓いの公式の額装のものは2004年に窃盗に遭っている。